# Edward Curtis

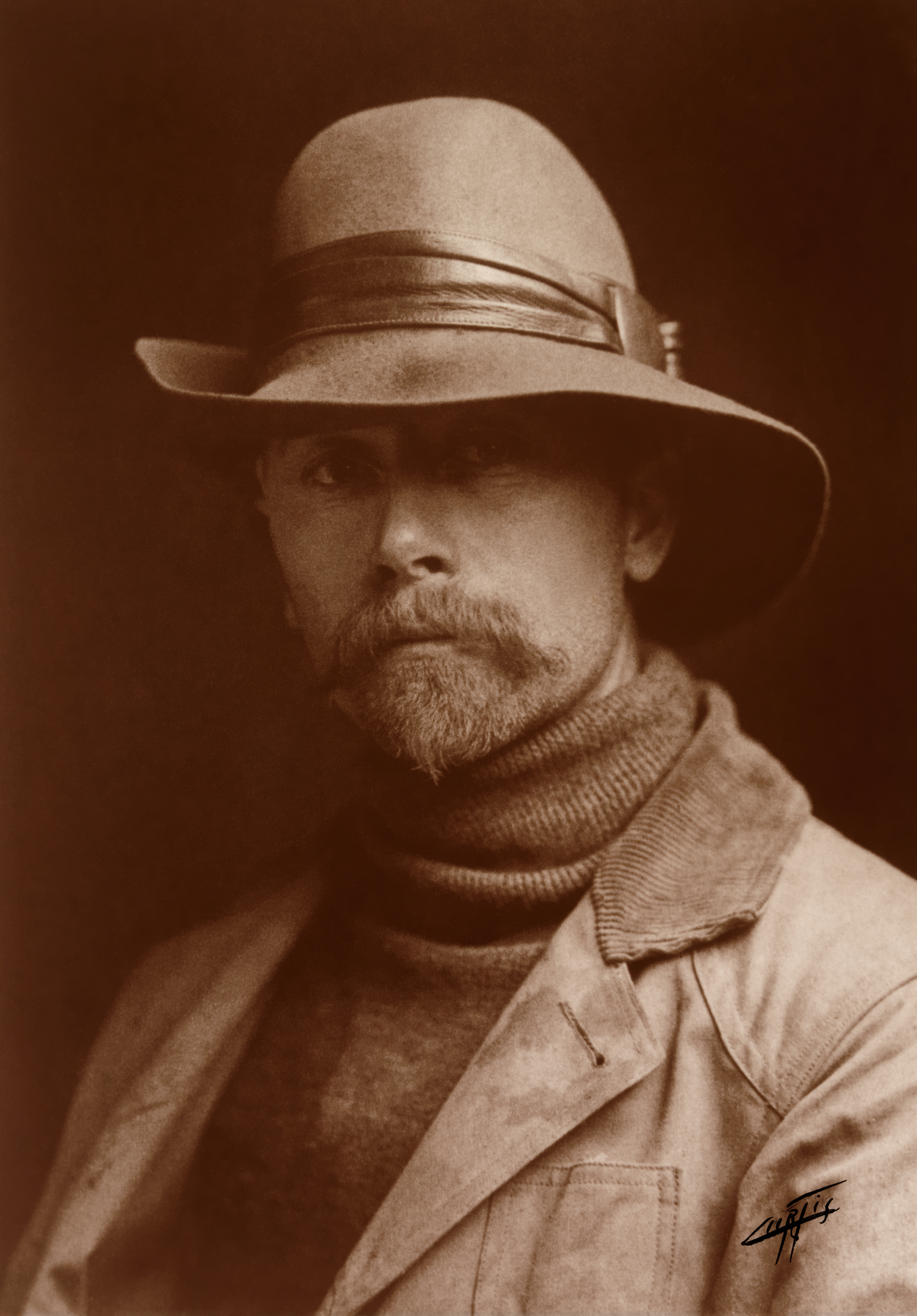
Selbstporträt (etwa 1889 bis 1899)

Edward Sheriff Curtis (* 16. Februar 1868 in Cold Spring, Wisconsin; † 19. Oktober 1952 in Whittier, Kalifornien) war ein US-amerikanischer Fotograf, der 30 Jahre seines Lebens damit verbrachte, die Sitten und Gebräuche der Indianer Nordamerikas darzustellen.

## Herkunft, Kindheit, eigene Familie
Curtis’ Vater war Reverend Johnson Asahel Curtis (1840–1887), ein Seelsorger und Veteran des Sezessionskriegs. Er war in Ohio geboren, doch sein Vater stammte aus Kanada, seine Mutter aus Vermont. Edward Curtis’ Mutter, Ellen Sheriff (1844–1912) stammte aus Pennsylvania, ihre Eltern stammten wiederum aus England. Edward Sheriff Curtis hatte drei Geschwister.
Edward Curtis begeisterte sich schon als Junge für das Fotografieren und baute sich eine Kamera, als die Familie 1874 von Wisconsin nach Minnesota zog. Er begann mit 17 eine Lehre in einem Fotostudio in St. John. Als die Familie 1887 nach Seattle zog, erwarb Curtis eine zweite Kamera und kaufte sich für 150 Dollar in das Fotostudio von Rasmus Rothi ein. Doch trennten sich die beiden nach einem halben Jahr wieder. Zusammen mit Thomas Guptill gründete er wenig später ein neues Studio mit dem Namen Curtis and Guptill, Photographers and Photoengravers. Später gründete er ein eigenes Studio in Seattle, in 700 Second Ave.
1892 heirateten Curtis und Clara J. Phillips (1874–1932) aus Pennsylvania, deren Eltern aus Kanada stammten. Edward und Clara hatten vier Kinder: Harold (geb. 1893), Elizabeth M. (Beth) (1896–1973), Florence (1899–1987) und Katherine (Billy) (geb. 1909).

## Erste Indianerfotos, Erfolge und Sponsoren, das Hauptwerk
1895 machte er die ersten Aufnahmen von Indianern, genauer gesagt von der Princess Angeline genannten Tochter des Duwamish-Häuptlings Sealth (Chief Seattle), deren richtiger Name Kikisoblu war (ca. 1820 bis 1896). Wenig später lernte er George Bird Grinnell kennen, der sich schon länger mit der Kultur der Indianer befasste, und der ihn im Jahr 1900 zu einer Fotoreise zu den Blackfeet von Montana mitnahm, wo er eine Sonnentanz-Zeremonie fotografierte.
1896 gewannen Curtis und Guptill eine Auszeichnung der National Photographers Convention in Chautauqua, New York. Das Argus magazine erklärte sie sogar zu den führenden Fotografen im Puget Sound. 1896 bezog die Familie ein größeres Haus in Seattle, in das auch Ellen Sheriff, Curtis’ Mutter einzog, dazu kamen Eva und Asahel, Curtis’ Geschwister, dazu zwei Schwestern und ein Neffe von Clara. 1899 wurde Curtis offizieller Fotograf der Alaska-Expedition von Edward Henry Harriman.

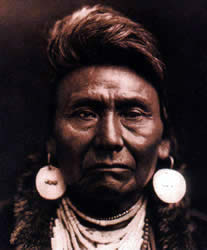
Häuptling Joseph von den Nez Percé, 1903

1903 besuchte ihn Chief Joseph von den Nez Percé und ließ sich porträtieren. Curtis stellte Adolph Muhr ein, der ihn während seiner Akquisitionsreisen vertreten sollte. Curtis publizierte Kinderfotos und gewann einen Preis des Ladies' Home Journal, auf das Präsident Theodore Roosevelt aufmerksam wurde. Er ließ daraufhin seine Kinder von Curtis fotografieren.

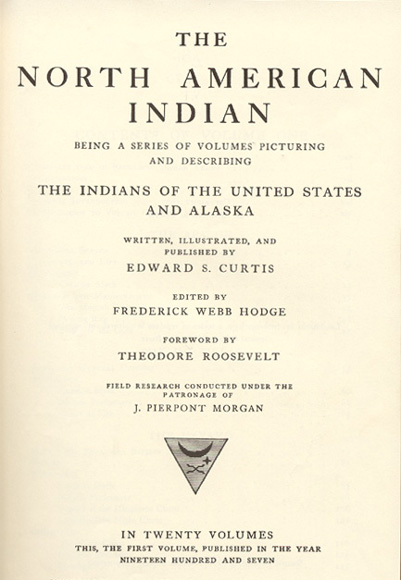
Die erste Ausgabe (1907) von Bd. 1 des North American Indian

1906 bot ihm J. P. Morgan 75.000 Dollar an, um eine riesige Fotoserie über nordamerikanische Indianer zu erstellen. Letztlich entstanden bis 1930 insgesamt 20 Bände mit rund 1.500 Fotografien. Von der Auflage von 500 Exemplaren erhielt der Sponsor 25. Schon 1907 erschien der erste Band, zu dem Roosevelt das Vorwort beitrug, 1908 folgte der zweite Band. Doch 1913 starb der Sponsor, und die Finanzierung geriet in Gefahr. Zu Curtis’ Glück übernahm Morgans Sohn die Finanzierung und sagte zu, sie bis zur Fertigstellung des Riesenprojekts fortzuführen.
Edward S. Curtis versuchte, die in seinen Augen untergehende Lebensweise und die Traditionen zahlreicher Indianerstämme fotografisch darzustellen. Dabei entstanden rund 40.000 Fotografien von ca. 80 Stämmen. Dazu kamen 10.000 Sprach- und Musikaufnahmen sowie zahlreiche Biographien. Knapp drei Jahrzehnte lang reiste er durch Nordamerika. Der erste Band von The North American Indian erschien 1907. 1912 und 1913 erschienen Band 8 und 9, 1915 Band 10 und 11 und mit Band 20 erschien 1930 der letzte Band. Bei den Aufnahmen versuchte Curtis vielfach die Indianer so darzustellen, wie er sie sich ohne die Zutaten der europäisch-amerikanischen Kultur vorstellte. Als Kind seiner Zeit erlag er dabei romantischen Vorstellungen von einer untergehenden Kultur und verlor dabei den Blick für die Anpassungsdynamik und die Zähigkeit, mit der die Fotografierten an ihrer Kultur festhielten.

## Das gescheiterte Filmprojekt

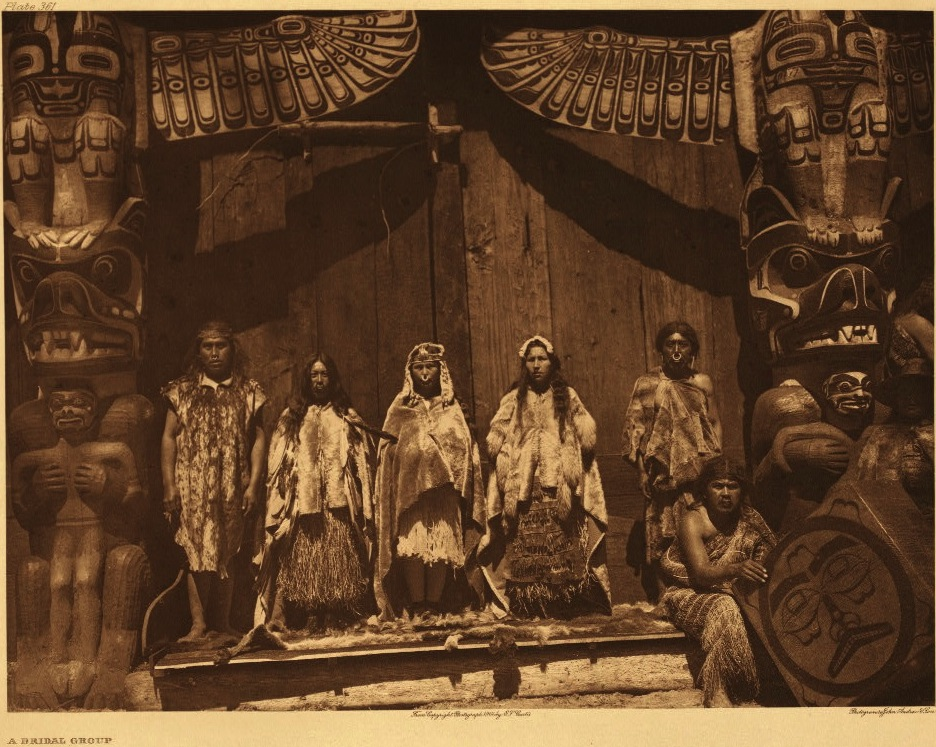
Potlatch mit Tänzern und Sängern der Kwakwaka'wakw, anlässlich einer Hochzeitsfeier

1914 drehte Curtis den Dokumentarfilm In the Land of the Head Hunters, in dem der Stammesname zwar nicht genannt wird, doch gedreht wurde bei den Kwakwaka'wakw auf der westkanadischen Insel Vancouver Island. Ausgangsbasis für den Film, der innerhalb eines Jahres entstand, war Alert Bay. Mit diesem Film ging Curtis ein hohes Risiko ein, denn zwischen 1884 und 1951 war es in Kanada nicht nur verboten, rituelle Feiern wie das Potlatch zu begehen, sondern es war auch strafbar, sie in der Öffentlichkeit zu zeigen.
Der Film diente nicht der wissenschaftlichen Dokumentation, sondern er sollte Curtis Geld einbringen, um nach dem Tode seines Hauptsponsors seine Arbeit fortsetzen zu können. So versuchte Curtis, eine Art Unterhaltungsfilm zu drehen, doch war dem Unternehmen kein Erfolg beschieden. Der Film lief so schlecht, dass Curtis die Rechte daran 1923 für 1500 Dollar an das Museum of Natural History verkaufte. Dieses wiederum konnte die Kopie nie auffinden, der Film war verschollen.
1947 bot jedoch ein Chicagoer Filmsammler eine in der Abfallsammlung eines Kinos aufgefundene Kopie dem Field Museum an. Doch erst 1967 begannen der Kunsthistoriker Bill Holm und George Quimby, ein Anthropologe vom Burke Museum in Seattle, die Teile zu restaurieren. 1974 konnte das Resultat erstmals unter dem neuen Titel „In the Land of the War Canoes“ (Im Land der Kriegskanus) aufgeführt werden. Der inzwischen möglichst nah an der Fassung der Erstaufführung restaurierte und von Angehörigen der Kwakwaka'wakw kommentierte Film wurde am 24. Juni 2008 in Seattle erneut aufgeführt. Erstmals wieder aufgeführt wurde er am 5. Juni 2008 am Getty Research Center in Los Angeles. Seit 1999 gehört der Film offiziell zu den bedeutsamsten Filmen der amerikanischen Filmgeschichte, denn er wurde ins National Film Registry aufgenommen.

## Scheidung und Umzug nach Los Angeles
Am 16. Oktober 1916 reichte Clara die Scheidung ein, die allerdings erst 1919 in Kraft trat. Sie sollte das Fotostudio und alle frühen Negative erhalten, doch Curtis ging mit seiner Tochter Beth ins Studio und zerstörte die Glasnegative.

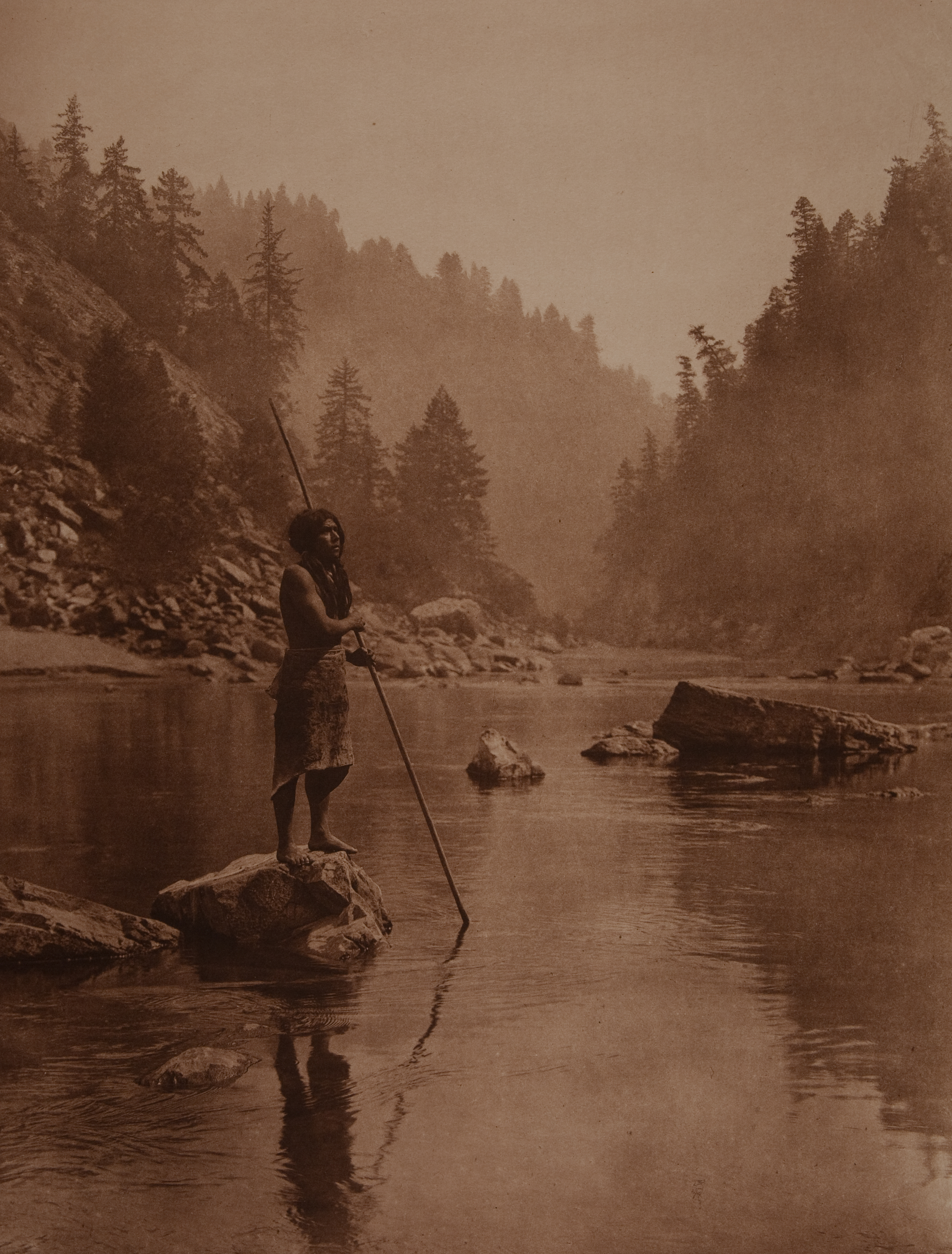
Hoopa, Nordkalifornien

Etwa 1922 zog Curtis mit seiner Tochter Beth nach Los Angeles, wo er ein neues Fotostudio eröffnete. Dort arbeitete er auch als Kameramann und verkaufte dem American Museum of Natural History seine Rechte am Film über die Kwakwaka'wakw für 1500 Dollar.
Als er von einer Reise nach Alaska zurückkehrend Aufenthalt in Seattle nahm, wurde er in Haft genommen, weil er sieben Jahre lang keinen Unterhalt gezahlt hatte. Doch scheint es zu einem Übereinkommen gekommen zu sein, denn die Anklage wurde fallengelassen. Doch damit waren Curtis’ Geldprobleme nicht gelöst. 1928 verkaufte er die Rechte an seinem Projekt an den Sohn J. P. Morgans und 1930 veröffentlichte er den Abschlussband seines gewaltigen Werkes. Doch von der Gesamtauflage wurden nur 280 Exemplare verkauft. Zwei Jahre später ertrank seine ehemalige Frau beim Rudern im Puget Sound. Katherine, die zusammen mit ihr das Fotostudio fortgeführt hatte, zog zu ihrem Vater und ihrer Schwester nach Los Angeles.

## Rechteverlust amNorth American Indian, Goldsucher und Farmer
1935 verkaufte die Morgan-Gesellschaft für 1000 Dollar nicht nur 19 Sätze des Bandes, sondern auch alle Druckplatten, die noch ungebundenen Druckseiten und die Glas-Negative an die Charles E. Lauriat Company in Boston. Alles zusammen verblieb jedoch unberührt in den Lagerräumen des Unternehmens bis zur Wiederentdeckung im Jahr 1972.
Curtis, immer in Geldnöten, versuchte sich als Goldsucher und Farmer. 1947 zog er in das Haus seiner Tochter Beth und ihres Ehemanns Manrod Magnuson in Whittier. Er starb am 19. Oktober 1952 an einem Herzinfarkt.